# Franz Antel
Franz Josef Antel (28 de junio de 1913 - 12 de agosto de 2007) fue un director, guionista, escritor y productor cinematográfico austriaco. Trabajó en un total de más de 100 largometrajes, y en algunas producciones internacionales utilizó el nombre artístico de François Legrand.

## Biografía
Nacido en Viena, Austria, su nombre completo era Franz Josef Antel. Su padre era funcionario de la administración postal y telegráfica, y tras dejar sus estudios en el Gymnasium, trabajó dos años en el Technologisches Gewerbemuseum de Viena. En 1931 ingresó en la recién inaugurada Tonfilmakademie (Academia de cine sonoro) de su ciudad natal. Allí aprendió con Hans Theyer y, como segundo ayudante de cámara, trabajó en su primera película Wienerwald, de Karl Leiter.
Seguía sus estudios en 1933, cuando trabajó con el hijo de Theyer, Hans Heinz Theyer, como camarógrafo en una película deportiva que no llegó a finalizarse por falta de fondos. Pero las tomas en aguas bravas del río Enns fueron tan espectaculares que se vendieron para su visualización en los noticiarios de la época.
En los siguientes años ganó experiencia como ayudante de dirección y de producción, escribiendo también cuentos para varios periódicos. A partir de 1936 trabajó como director de producción en Berlín, y desde 1937 a 1960 tuvo la ciudadanía alemana. Pasó la Segunda Guerra Mundial como soldado, y en el año 1945 pudo volver de la Unión Soviética tras haber sido hecho prisionero.
En el año 1947 se estrenó su primera película, Das singende Haus. A partir de entonces fue un solicitado cineasta tanto en Austria como en Alemania para dirigir cintas de entretenimiento, principalmente del género Heimatfilm, así como de la época de los reyes austriacos. Desde mediados de los años 1960 fue también uno de los primeros productores de películas eróticas. Fueron sobre todo conocidas sus películas de la saga Frau Wirtin…, rodadas en Hungría, así como la cinta de 1976 Casanova & Co., protagonizada por Tony Curtis. Antel trabajó con muchos actores austriacos populares en su época, como Hans Moser, Paul Hörbiger, Rudolf Prack, Oskar Sima, Waltraut Haas, Oskar Werner, Ewald Balser, Heinrich Schweiger, Klausjürgen Wussow, Peter Weck y Herbert Fux. El joven Mario Girotti, más conocido por su apodo artístico Terence Hill, fue uno de los actores del film Ruf der Wälder (1965), una interpretación seria en el inicio de su carrera. Entre otros actores que trabajaron con Antel figuran Curd Jürgens, Karl Merkatz, Edwige Fenech, Carroll Baker, Arthur Kennedy, Britt Ekland, Andréa Ferréol y George Hilton. Durante una década colaboró con Carl Szokoll (como director de producción) y con Gunther Philipp.
Considerado durante mucho tiempo un cineasta de entretenimiento, solo obtuvo el reconocimiento como director a su vejez. Eso fue debido a la película Der Bockerer y sus tres secuelas. La cinta trataba sobre la vida del carnicero Karl Bockerer (encarnado por Karl Merkatz) a lo largo de varios episodios: Segunda Guerra Mundial (1ª parte), Ocupación (2ª parte), Revolución húngara de 1956 (3ª parte) y Primavera de Praga (4ª parte). La serie fue muy popular en Austria y en Alemania.
Franz Antel fue el director cinematográfico en activo más antiguo de su país, siendo su última cinta la cuarta parte de la saga Der Bockerer, que se estrenó en 2003. En total trabajó en alrededor de 90 producciones, alguna de ellas para la televisión, colaborando igualmente en varios de los guiones.

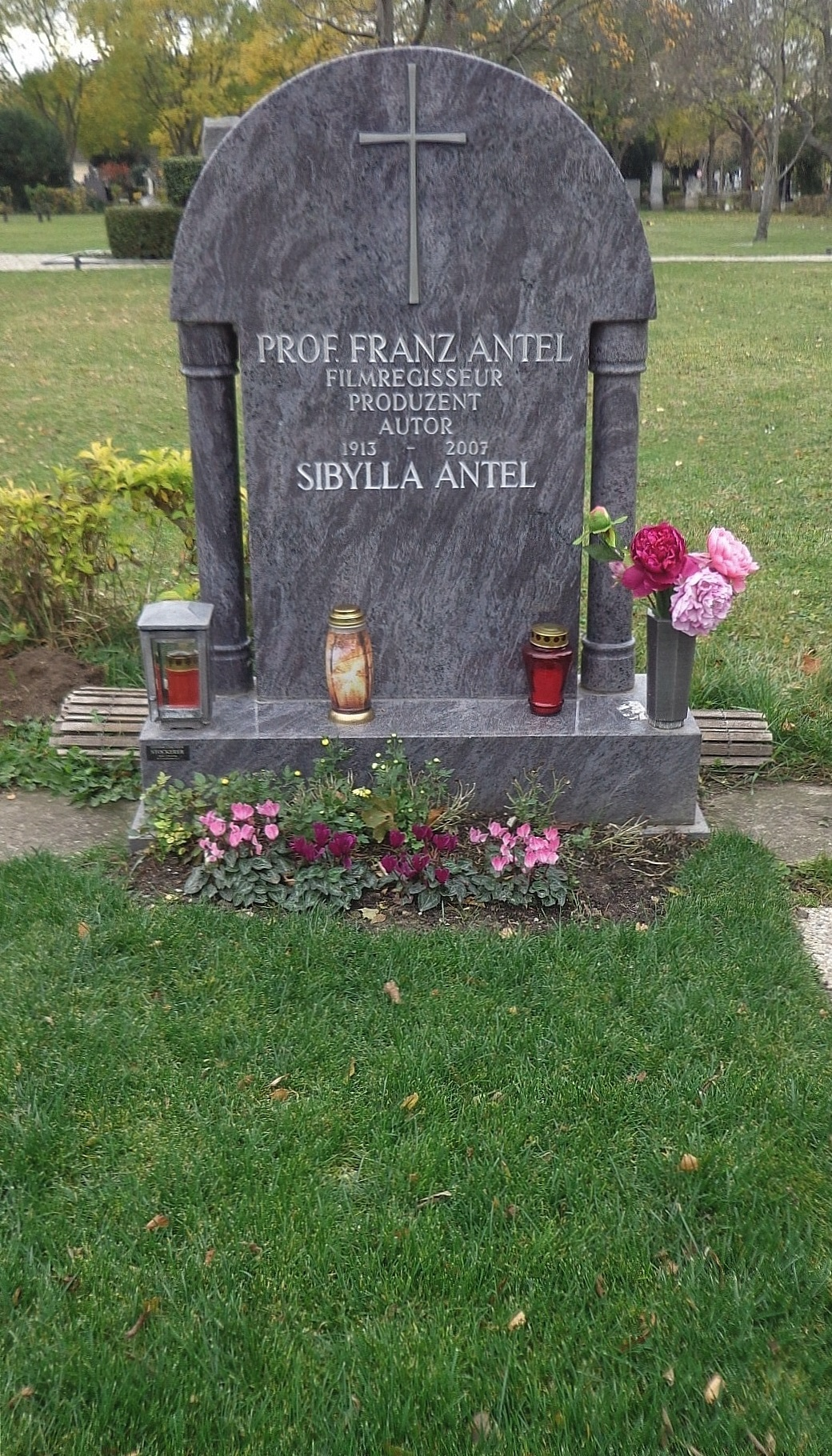
Tumba de Franz Antel en el Cementerio Central de Viena

La primera esposa de Franz Antel, entre 1938 y 1948, fue la berlinesa Hilde Louise Wittke. En el año 1949 se comprometió con la actriz Maria Andergast, aunque no llegaron a casarse. En los años 1953 a 1958 estuvo casado con la actriz Hannelore Bollmann, que solía trabajar en sus películas, al igual que Andergast. Su tercera esposa, desde 1970, fue Elisabeth Freifrau von Ettingshausen, que falleció el 7 de octubre de 1976 en un accidente en montaña ocurrido en el distrito de Bludenz.
Con su última esposa, Sibylla Thin, exsecretaria de Curd Jürgens, estuvo casado entre 1978 y 1989, y nuevamente a partir de 1995. Antel fue uno de los partidarios más destacados del First Vienna FC 1894, siendo elegido presidente del club el 13 de octubre de 1964.
Franz Antel falleció el 12 de agosto de 2007 en una residencia de ancianos de Viena, en la cual había ingresado un año antes al sufrir una caída. Tenía 94 años de edad. El 23 de agosto fue enterrado en una tumba honorífica en el Cementerio central de Viena (Grupo 40, Número 80).

## Premios
- 1983 : Condecoración de honor de la ciudad de Viena
- 1988 : Título de Profesor
- 1997 : Premio Romy de Oro por Der Bockerer II
- 2000 : Premio Romy de Platino por su trayectoria
- 2001 : Condecoración al mérito de la Baja Austria
- 2001 : Condecoración del Estado de  Burgenland
- 2004 : Medalla de Honor de la capital Viena
- 2006 : Premio Undine a su trabajo

## Filmografía (selección)
- 1931 : Wienerwald (cámara y ayudante de sonido)
- 1935 : Vagabunden (corto) – primer trabajo como director

### Productor
- 1935 : Unsterbliche Melodien
- 1936 : Spiel an Bord
- 1937 : Millionenerbschaft
- 1938 : Das Ehesanatorium
- 1938 : Narren im Schnee
- 1939 : Das jüngste Gericht
- 1940 : Meine Tochter lebt in Wien
- 1947 : Österreich ruft die Welt Regie und Kamera (documental)
- 1964 : …e la donna creò l'uomo
- 1975 : Die Brücke von Zupanja (coproductor)
- 1975 : Auch Mimosen wollen blühen

### Director
- 1947 : Das singende Haus
- 1949 : Kleiner Schwindel am Wolfgangsee
- 1950 : Auf der Alm, da gibt’s koa Sünd
- 1951 : Der alte Sünder
- 1951 : Eva erbt das Paradies
- 1951 : Hallo Dienstmann
- 1951 : Die Alm an der Grenze (junto a Walter Janssen)
- 1952 : Der Mann in der Wanne
- 1952 : Ideale Frau gesucht
- 1952 : Der Obersteiger
- 1953 : Heute nacht passiert’s
- 1953 : Kaiserwalzer
- 1953 : Ein tolles Früchtchen
- 1954 : Die süßesten Früchte
- 1954 : Rosen aus dem Süden
- 1954 : Kaisermanöver
- 1954 : Verliebte Leute
- 1955 : Ehesanatorium
- 1955 : Spionage
- 1955 : Heimatland
- 1955 : Der Kongreß tanzt
- 1956 : Symphonie in Gold
- 1956 : Lumpazivagabundus
- 1956 : Kaiserball
- 1956 : Roter Mohn
- 1957 : Das Glück liegt auf der Straße
- 1957 : Vier Mädels aus der Wachau
- 1957 : Heimweh … dort, wo die Blumen blühn
- 1958 : Zirkuskinder
- 1958 : Ooh … diese Ferien
- 1958 : Liebe, Mädchen und Soldaten
- 1959 : Der Schatz vom Toplitzsee
- 1960 : Glocken läuten überall
- 1961 : … und du mein Schatz bleibst hier
- 1961 : Im schwarzen Rößl
- 1962 : Das ist die Liebe der Matrosen
- 1962 : Ohne Krimi geht die Mimi nie ins Bett
- 1962 : …und ewig knallen die Räuber
- 1963 : Im singenden Rößl am Königssee
- 1963 : Die ganze Welt ist himmelblau
- 1964 : Frühstück mit dem Tod
- 1964 : Die große Kür
- 1964 : Liebesgrüße aus Tirol
- 1965 : Ruf der Wälder
- 1966 : 00Sex am Wolfgangsee
- 1967 : Das große Glück
- 1967 : Susanne, die Wirtin von der Lahn]]
- 1968 : Otto ist auf Frauen scharf
- 1968 : Der Turm der verbotenen Liebe
- 1968 : Frau Wirtin hat auch eine Nichte
- 1968 : Frau Wirtin hat auch einen Grafen
- 1969 : Warum hab’ ich bloß 2× ja gesagt?
- 1969 : Liebe durch die Hintertür
- 1969 : Frau Wirtin bläst auch gern Trompete
- 1970 : Frau Wirtin treibt es jetzt noch toller
- 1970 : Musik, Musik – da wackelt die Penne
- 1971 : Mein Vater, der Affe und ich
- 1971 : Einer spinnt immer
- 1971 : Außer Rand und Band am Wolfgangsee
- 1972 : Sie nannten ihn Krambambuli
- 1972 : Blutjung und liebeshungrig
- 1972 : Die lustigen Vier von der Tankstelle
- 1973 : Blau blüht der Enzian
- 1973 : Frau Wirtins tolle Töchterlein
- 1973 : Das Wandern ist Herrn Müllers Lust
- 1974 : Wenn Mädchen zum Manöver blasen
- 1974 : Die gelbe Nachtigall (telefilm)
- 1974 : Zwei tolle Hechte – Wir sind die Größten
- 1975 : Ab morgen sind wir reich und ehrlich
- 1976 : Casanova & Co.
- 1977 : Arrête ton char… bidasse!
- 1977 : Il Colpaccio
- 1977 : La fiancee qui venait du froid
- 1977 : Die Zuhälterin
- 1978 : Das Love-Hotel in Tirol
- 1979 : Austern mit Senf
- 1981 : Der Bockerer
- 1982 : Ohne Ball und ohne Netz (telefilm)
- 1983 : Clair oder Boy aus Amerika-Dirndl aus Tirol
- 1984 : Popcorn und Paprika
- 1985 : Sie war keine Lady
- 1986 : Johann Strauß – Der König ohne Krone
- 1988 : Die Lacher Macher (telefilm)
- 1990 : Die Kaffeehaus-Clique (telefilm)
- 1992 : Die Zwillingsschwestern aus Tirol (telefilm)
- 1993 : Almenrausch und Pulverschnee (miniserie TV)
- 1994 : Mein Freund, der Lipizzaner (telefilm)
- 1996 : Der Bockerer II – Österreich ist frei
- 2000 : Der Bockerer III – Die Brücke von Andau
- 2003 : Der Bockerer IV – Prager Frühling

## Escritos
No ficción
- Franz Antel, Christian F. Winkler: Hollywood an der Donau. Geschichte der Wien-Film in Sievering. Verl. der Österr. Staatsdr., Viena 1991, ISBN 3-7046-0230-2.

Autobiografía
- Franz Antel, Peter Orthofer: Verdreht, verliebt, mein Leben. Amalthea, Viena y Múnich 2001, ISBN 3-85002-464-4.
- Franz Antel, Ingrid Pachmann y Peter Orthofer: „Servus Franz, grüß dich!“ Anekdoten aus 75 Jahren Filmschaffen von Franz Antel. Der Antel in Bildern und Anekdoten. Molden, Viena 2006, ISBN 3-85485-170-7.
- Franz Antel, Bernd Buttinger: Franz Antel. Ein Leben für den Film. Concordverlag, Mariahof 2006, ISBN 3-9501887-9-7 o ISBN 978-3-9501887-9-0.